# Abecedni seznam bitk
Abecedni seznam bitk. 'P' pri imenu bitke označuje pomorsko bitko, 'O' pa obleganje. Bitke so razvrščene po abecednem vrstnem redu prizorišč posamezne bitke. 

## A
bitka pri Abukiru - 
bitka pri Addi - 
bitka pri Adovi - 
bitka pri Adrianoplu -
bitka pri Adui -  
bitka pri Aisne - 
tretja bitka za Aisne - 
bitka pri Ajgospotamih (P) - 
bitka pri Akalciku - 
bitka pri Akciju - 
bitka pri Akonu -
bitka na Alamani -
bitka za Alamo -  
bitka za Alesio - 
bitka pri Almi - 
bitka za Amba Aradam - 
bitka pri Angari - 
bitka pri Anghiariju -
bitka za Anglijo - 
bitka pri Angrivarskem zidu -
bitka za Antiohijo - 
bitka za Antiohijo (1098) - 
bitka ob reki Aras - 
bitka pri Arbali -
bitka pri Arginuških otokih (P) - 
obleganje Ariminuma (538) (O) -
bitka pri Arkadiopolu -
bitka pri Arnhemu - 
bitka pri Arrogie - 
bitka pri Arsufu - 
bitka pri Askalonu - 
bitka pri Assunpink Creeku -
bitka pri Atbari -
bitka za Atlantik -  
bitka pri Augsburgu - 
bitka pri Augsburgu (910) - 
bitka pri Augsburgu (955) - 
bitka pri Ausculumu - 
bitka pri Austerlitzu  - 
obleganje Autuna (O) -
obleganje Auximusa (539) (O) -
bitka za Avarikum - 
bitka pri Azincourtu -

## B
bitka pri Balaklavi - 
bitka pri Bannockburnu - 
bitka pri Barbadosu -
bitka pri Barnetu -
bitka za Bastogne -  
bitka pri Bautzenu -
bitka pri Bazardžiku -
bitka pri Belfortu - 
bitka na Beli Gori - 
bitka za Belleau Wood - 
bitka pri jezeru Benacus -
bitka pri Benningtonu - 
bitka pri Beogradu - 
bitka za Beograd - 
bitka pri Beresteczku - 
bitka za Berlin - 
bitka pri Bilbau - 
bitka pri Bilgarofignonu - 
bitka pri Bitoli - 
bitka pri Blandfordu -
bitka pri Blindheimu - 
bitka pri Block Islandu (P) -
bitka pri Borodinu - 
bitka pri Bosford Fieldu - 
bitka pri Boyacu - 
bitka pri Brandywinu -
bitka pri Bratislavi - 
bitka pri Bratislavi (906) -
bitka pri Bratislavi (1683) -  
bitka na Bregalnici - 
bitka pri Breitenfeldu - 
bitka pri Breitenfeldu (1631) - 
bitka pri Breitenfeldu (1642) - 
bitka pri Brumathu -
bitka za Budimpešto - 
bitka pri Buena Visti - 
bitka za Bukarešto - 
bitka pri Bull Runu -
bitka za Buno - 
bitka pri Bunker Hillu - 
bitka pri Burkersdorfu -
bitka pri Bzuri -

## C
bitka pri Camdenu -
bitka pri Carabobu - 
bitka pri Caricinu - 
bitka pri Cassano D'Adda - 
bitka pri Castelfidardu - 
bitka pri Castillionu - 
bitka pri Cedars -
bitka pri Celju - 
bitka pri Cerignoli - 
bitka pri Cerro Gordo - 
bitka na Ceru - 
bitka pri Cesmi (P) - 
bitka pri Chancellorsvillu - 
bitka pri Charasiju - 
obleganje Charlestona (O) -
bitka pri Chicamagui - 
bitka pri Chocimu (1621) - 
bitka pri Chocimu (1673) - 
bitka pri Chojnicah - 
bitka pri Cipru - 
bitka pri Clonfartu - 
bitka pri Connecticut Farms -
bitka pri Cowpensu - 
bitka pri Crecyju - 
bitka pri Culloden Mooru - 
bitka pri Cumi - 
bitka pri Custozzi (1848) -
bitka pri Custozzi (1866)
bitka pri Cušimi (P) -

## Č
bitka pri Čenstohovi -
bitka na Čudskem jezeru -

## D
bitka pri Damasku - 
bitka pri Damasku (1401) - 
bitka pri Damasku (1516) - 
bitka pri Darasu - 
bitka pri Detmoldu - 
bitka za Dien Bien Phu - 
bitka pri Dogbi - 
bitka za Dong Khe - 
bitka pri Dornstadtlu - 
bitka pri Dragašiju - 
dražgoška bitka - 
bitka pri Dreuxu - 
bitka na Drini - 
bitka pri Draždanih -
bitka pri Dresdnu -
bitka pri Dubienki - 
bitka pri Dunaju -
bitka pri Durocortorumu
bitka pri Dürrensteinu -

## E
bitka na Ebru - 
bitka pri Edesi
bitka pri Edgemillu - 
bitka na jezeru Eire - 
bitka pri El Alameinu - 
bitka pri El Tebu - 
bitka pri Embabi -
bitka pri Ergemeju

## F
bitka pri Faenzi - 
bitka pri Falkirku - 
bitka pri Fallen Timbres - 
požig Fallmoutha (P) -
bitka pri Fanu -
bitka pri Farzalu - 
bitka pri Faventiji -
bitka v Filipinskem morju (P) - 
bitka pri Filipih - 
bitka v Flandriji - 
bitka pri Five Forks - 
bitka pri Fleursu - 
zavzetje Fort Bute -
bitka pri Fort Cumberlandu -
bitka pri Fort Necessityju - 
obleganje Fort St. Jean (O) -
bitka pri Fredericksburgu - 
bitka pri Frigidu - 
bitka pri Fröschwillerju

## G
bitka za Galicijo - 
bitka na Galipoliju - 
gariljanska bitka -
bitka pri Gavgameli - 
bitka pri Germantownu -
bitka pri Gettysburgu - 
bitka pri Gisorsu - 
bitka pri Gogetiju - 
bitka za Golansko višavje - 
bitka pri Gorlicah - 
bitka pri Gori Svete Ane -
bitka na Grahovcu - 
bitka pri Grandsonu - 
bitka pri Graniku - 
bitka pri Gravelottu - 
bitka pri Green Springsu - 
bitka pri Grohovu - 
bitka pri Grunwaldu - 
bitka za Guadalcanal - 
bitka pri Guadajalari

## H
bitka pri Hajroneji - 
bitka pri Hakodate (P) - 
bitka za Halhingol - 
bitka za jezero Hasan - 
bitka pri Haseju - 
bitka pri Hastingsu - 
bitka pri Harlem Heights -
bitka pri Hebreisu - 
bitka pri Helgolandu - 
bitka pri Herakleji - 
bitka pri Hochkirschnu - 
bitka pri Hochenlindenu -
bitka pri Hohenfriedbergu - 
bitka pri Hoturicah - 
bitka za hrib 488 - 
bitka pri Hydaspi

## I
bitka za Ilovo goro - 
bitka pri Inkermanu - 
bitka pri Ipsu - 
bitka pri Isu (194) -
bitka pri Isu (333 pr. n. št.)  - 
bitka pri Isliju - 
bitka pri Idistavisu -
bitka pri Išasegu

## J
bitka pri Jaffi -
bitka pri Jalu -
bitka v Javanskem morju (P) -
bitka pri Jeni -
obleganje Jeruzalema (925 pr. n. št.) -
obleganje Jeruzalema (701 pr. n. št.) -
obleganje Jeruzalema (597 pr. n. št.) -
obleganje Jeruzalema (587 pr. n. št.) -
obleganje Jeruzalema (70) -
obleganje Jeruzalema (614) -
obleganje Jeruzalema (637) -
obleganje Jeruzalema (1099) -
obleganje Jeruzalema (1187) -
obleganje Jeruzalema (1244) -
bitka za Jeruzalem (1917) -
obleganje Jeruzalema (1948) -
bitka pri Jutlandiji -

## K
bitka pri Kanah - 
bitka na Katalunskih poljih - 
bitka pri Kamjencu Podolskem -
bitka pri Kari -
bitka pri Kemp's Landingu -
bitka pri Kendzierzynu -
bitka za Khe Sanh -  
bitka pri Klušinu - 
pristanek v Kip's Bayu (P) -
bitka pri Kircholmu - 
bitka pri Kiziku -
Kulikovska bitka -
bitka na Kolubari - 
bitka v Koralnem morju (P) -
bitka pri Kursku -   
bitka pri Kutnu (ob Bzuri) -
bitka za Kwajalein -
Bitka na Kosovskem polju -
bitka pri Kraljevem gradcu -

## L
La Balmerjev poraz -
bitka za Leningrad -
bitka pri Leipzigu -
bitka pri Lepantu (1499) - 
bitka pri Lepantu (1500) - 
bitka pri Lepantu (1571) -
bitka pri Leuthenu -
bitka pri Lexingtonu in Concordu -
bitka pri Lindleyjevi trdnjavi -
bitka pri Lingonesu -
bitka za Ljubljano (1442) (O) -
clades Lolliana -
bitka pri Lodiju -
bitka pri Long Islandu -
Bitka pri Longue-Pointe -
bitka pri Lugdunu -
bitka pri Lützenu -
bitka pri reki Lupia
bitka za Lvov (1918) -
bitka za Lvov (1920) -
bitka za Lvov (1939) - 
bitka pri Lysu

## M
bitka pri Machiasu (P) -
bitka pri Majčevu - 
bitka pri Malojaroslavcu - 
bitka za Malplaquet - 
bitka na Maratonskem polju - 
bitka pri Marengu -
obleganje Maribora (1532) (O) -
bitka na Marici - 
bitka pri rtu Matapan (O) - 
bitka pri Mediolanumu -
bitka pri Megidu - 
bitka za Mérido - 
bitka za Metz - 
bitka za Midway - 
bitka pri Minisinku -
bitka za Mogadiš - 
bitka pri Monmouthu -
bitka pri Mons Lactarius
bitka za Monte Cassino -
bitka pri Mucelliumu

## N
bitka narodov - 
prvo obleganje Neaplja (O) -
drugo obleganje Neaplja (542–543) (O) -
bitka pri Neerwindnu
bitka pri Neuportu -
bitka pri Newtownu -
bitka pri Nikeji (193)
bitka pri Nikopolju - 
bitka pri Ninivah -
bitka pri Novari (1513) - 
bitka pri Novari (1849) -

## O
bitka za Okinavo -
bitka na Osankarici -
bitka pri Ostrolenki -
obleganje Otranta (O)

## P
bitka pri rtu Palos - 
obleganje Palerma (535) (O) -
bitka pri Paviji
napad na Pearl Harbor -
bitka pri Pelusiju - 
obleganje Pensacole (O) -
bitka za Phu Tong Hoa - 
bitka za Picardy - 
bitka pri Pidni -
bitka pri Placentiji -
bitka pri Platajah - 
bitka pri Plovcah - 
bitka pri Poltavi - 
bitka pri Poitiersu -
bitka pri Pontes Longi -
bitka za Port Artur - 
bitka pri Princetonu -
bitka za Przemyśl - 
bitka pred Punto Stilo (P)

## R
obleganje Ravenne (539–540) (O) - 
bitka pri Rdečih pečinah - 
bitka pri Rhode Islandu (P) -
plenitev Rima - 
obleganje Rima (508 pr. n. št.) (O) -
obleganje Rima (408) (O) -
obleganje Rima (409) (O) -
obleganje Rima (472) (O) - 
prvo obleganje Rima (537–538) (O) -
drugo obleganje Rima (546) (O) -
tretje obleganje Rima (549) (O) -
obleganje Rima (756) (O) -
obleganje Rima (1082–1084) (O) -
obleganje Rima (1849) (O) -
plenitev Rima (1527)

## S
bitka pri Saint-Pierru -
bitka za Saipan - 
bitka pri Salamini - 
bitka za San Gabriel - 
bitka pri San Jacintu -
bitka pri Saratogi - 
bitka pri Sarikamišu - 
Obleganje Savage's Old Fields (O) -
zavzetje Savannah (O) -
obleganje Savannah (O) -
bitka pri Savu -
bitka pri Seni Gallici (P) -
bitka pri Senti - 
bitka pri Sentinumu - 
bitka pri Severnem rtu - 
bitka za Sidi Barrani - 
bitka pri Sisku -
bitka pri Skradinu -
bitka pri Slavkovu  - 
bitka na Sommi - 
bitka pri Springfieldu (1780) -
bitka za Stalingrad -
bitka pri Summerfieldu - 
bitka pri Sullivanovem otoku (P) -

## Š
bitka pri Šacku -
bitka za Šire -
bitka pri Šmarju

## T
bitka pri Tagini -
bitka za Taravo -
bitka za Tembien -
bitka pri Termopilah -
bitka pri Termopilah (1941) -
bitka pri Thomas Creeku -
bitka za Tobruk (1941) -
bitka pri Trafalgarju (P) -
bitka pri Trentonu
bitka pri Trevisu (541) -
bitka za Trnovo -
bitka pri Trois-Rivières -
bitka za Trutnov -
bitka na Turjaku -

## U
obleganje Urbinusa (538) (O) -
obleganje Urviventusa (O)

## V
bitka pri otoku Valcour (P) -
bitka pri Valmyu -
bitka pri Varni - 
bitka za Varšavo (1656) -
bitka za Varšavo (1794) -
bitka za Varšavo (1831) -
bitka za Varšavo (1920) -
bitka za Varšavo (1939) -
Vstaja v varšavskem gettu (1943) -
Varšavska vstaja (1944) -
bitka pri Vercelah - 
bitka za Verdun -
obleganje Verone (541) (O) -
bitka za Villers-Bocage - 
bitka pri Vindonissi -
bitka pri Visu (1811) -
bitka pri Visu (1866) (P) - 
bitka v Vogezih -
bitka pri Volturnu -
bitka pri Vučjem dolu -
bitka za Vukovar

## W
bitka pri Wagramu - 
bitka pri Waterlooju -
bitka pri Waxhaws
bitka pri Wendenu -
bitka pri reki Weser -
bitka za Westerplatte - 
bitka pri White Marsh -
bitka pri White Plains -
bitka pri Wieslochu -
bitka pri otoku Wight (P) - 
bitka pri Wimpfnu -
bitka pri Wogastisburgu -

## Y
bitka pri Yorktownu -
bitka pri Youngovi hiši -

## Q
bitka pri Quinton's Bridgeu

## Z
bitka pri Zami - 
bitka za Zeeburgge -
bitka pri Zembowicah - 
bitka pri Zorndorfu -